# Coll de Santigosa
El Coll de Santigosa és una coll de muntanya que es troba entre el Ripollès i la Garrotxa. Per ell hi creua la carretera GI-521 que uneix Sant Joan de les Abadesses i Olot. Està situat a la confluència de tres municipis: Sant Joan de les Abadesses (Ripollès), Vallfogona de Ripollès (Ripollès) i Riudaura (Garrotxa).
És un coll habitual en marxes ciclistes i en algunes edicions de la Volta a Catalunya.